# Gregorius Skoworoda

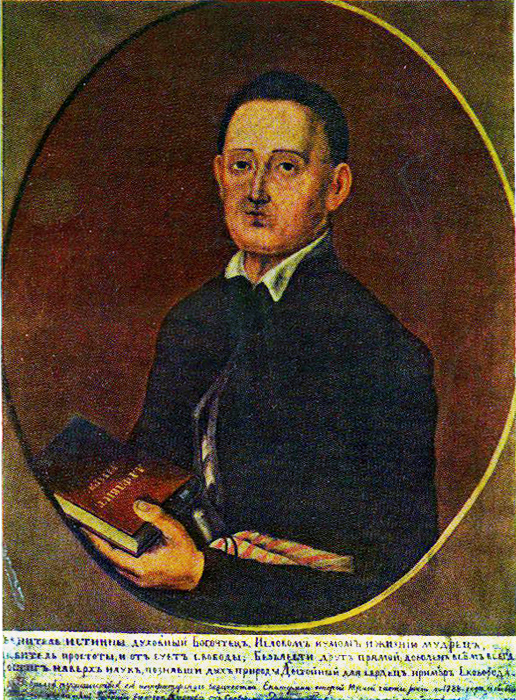
Gregorius Skoworoda

Gregorius Scovoroda oder Skoworoda (lateinisch Gregorius Sabbae filius Scovoroda, altostslawisch Григорій Саввичъ Сковорода Grigorij Savvič Skovoroda, modern ukrainisch Григорій Савич Сковорода Hryhórij Sáwytsch Skoworodá, modern russisch Григорий Саввич Сковорода Grigorij Savvič Skovoroda; * 22. Novemberjul. / 3. Dezember 1722greg. in Tschornuchy, Gouvernement Kiew, Russisches Reich; † 29. Oktoberjul. / 9. November 1794greg. in Iwanowka, Gouvernement Charkow, Russisches Reich (heute Skoworodyniwka) bei Charkiw) war ein Philosoph und Laientheologe kosakischer Herkunft, der im Kaiserreich Russland lebte und wirkte.
Darüber hinaus war er Pädagoge, (Fabel-)Dichter, Sänger und Komponist. Man nannte ihn auch den „ersten originellen Philosophen der Ruß“ und „wandernden Philosophen“, weil er die letzten Jahrzehnte seines Lebens als umherreisender Pilger und Lehrer verbrachte. Dabei war er nicht nur in den Gebieten des Russischen Reichs tätig, die in der heutigen Ukraine liegen, sondern auch in solchen, die heute zu Russland gehören. Auch wenn sich Gelehrte aus beiden Ländern heute streiten, welcher Kultur er wäre, so ist nicht zu leugnen, dass er für die frühmoderne Tradition beider eine entscheidende Rolle gespielt hat.
Skoworoda verfasste seine Schriften in einer Mischsprache von Kirchenslawisch und Russisch, mit zahlreichen Ukrainismen und westeuropäischen Einschlägen, lateinischen und griechischen Zitaten. Sein überlieferter Briefwechsel ist meistenteils Griechisch oder Lateinisch abgefasst und zu einem Teil in der bildungsbürgerlichen Varietät der russischen Sprache, die in der Sloboda-Ukraine vorherrschte.
Skoworoda nutzte Pseudonyme: „Daniil Mejngardt“ (zu Ehren des protestantischen Theologen Daniel Meinhardt. Michail Kowalenski hatte Daniel Meinhardt in Lausanne gesehen und Skoworoda danach erzählt, dass Meinhardt mit ihm sehr ähnlich sei, was Skoworoda veranlasste das Pseudonym zu wählen) und „Grigorij Warßawwa“ (d. h. Grigorij, der Sohn von Sawwa).
Skoworoda gilt als Urgroßvater von Wladimir Solowjow.

## Leben
Skoworoda wurde 1722 im linksufrigen Hetmanat als Sohn des Kosaken Sawwa Skoworoda und seiner Frau Pelageja Skoworoda (geb. Schengerejewa) geboren. Nach dem Besuch der Dorfschule trat er in die Mohyla-Akademie in Kiew ein – damals eine der angesehensten Hochschulen des Landes –, die sowohl geistliche als auch weltliche Ausbildung vermittelte. Er studierte an der Akademie in den Zeiträumen 1734 bis 1741, 1744 bis 1745 und 1751 bis 1753. In den Jahren 1741 bis 1744 schickte Gawrila Matwejew Skoworoda, der eine gute Stimme hatte, als Sänger in den Hofchor am Sankt Petersburger Zarenhof; er wurde dabei Augenzeuge der Thronbesteigungsfeierlichkeiten der Kaiserin Elisabeth. Skoworoda besuchte in Sankt Petersburg und Moskau seinen Onkel Ignatij Poltawzew. Dieser war ein einflussreicher Würdenträger im Russischen Reich und Kammerfurier der Kaiserin. Es ist überaus wahrscheinlich, dass Ignatij Poltawzew Skoworoda als Sänger im Hofchor in Sankt Petersburg unterbrachte.
In den Jahren um 1745 bis 1750 bereiste Skoworoda als Begleiter in diplomatischen Missionen Ungarn, Österreich und die Slowakei. Laut dem Bericht von Gustav Adolf Hess de Calve wurde es vermutet, dass Skoworoda während dieser Reise seine Studien in Fächern wie Erziehungswissenschaften, klassischer Philologie und Philosophie in Halle (Saale) und Breslau ergänzen konnte. Aus den Quellen der Mission ist nur bekannt, dass er zusammen mit Fjodor Wischnewski Wien und die ungarische Stadt Tokaj besuchte. Während seiner Zeit als Lehrer am Perejaslawer Kolleg im Jahr 1753, wo er Poetik unterrichtete, schrieb er auch sein erstes Werk: Betrachtung über die Poesie und Anleitung zur Kunst derselben (Рассуждение о поэзии и руководство к искусству оной). Darin entwickelte er neben moderneren Ideen zur Interpretation von Poesie auch neue Methoden zur individuelleren Erziehung von Kindern, mit dem Ziel, die natürlichen Begabungen der Schüler zu fördern und auszubilden. Seine Arbeit führte zur Verschlechterung der Beziehungen zu seinem bischöflichen Arbeitgeber Nikodim und der Entlassung aus dem Kollegium. Das ganze Jahr 1755 lang war Skoworoda in Moskau und blieb im Dreifaltigkeitskloster von Sergijew Possad beim Klosterresident Kirill Ljaschtschewetski. Dann arbeitete Skoworoda bis 1759 als Hauslehrer in der Familie des Gutsbesitzers Stefan Tomara in Kowrai-Dorf bei Solotonoscha. Seine letzte Anstellung hatte er von 1759 bis 1766 am Charkower Kolleg, wo er sich wegen seiner Ethikkurse Angriffen ausgesetzt sah.
In diesen Jahren entschloss sich Skoworoda für ein Wanderleben als Pilger. Er reiste nach Moskau und zu Fuß durch die ganze Sloboda-Ukraine. Ein Angebot, in das Kiewer Höhlenkloster als Mönch einzutreten, lehnte er auf einer Reise 1764 ab und blieb bei seiner Lebensweise als umherreisender Philosoph. Die meisten seiner schriftlichen Werke entstanden in dieser Zeit, darunter Der Garten der göttlichen Lieder (Сад божественних песней) sowie Eingangstür zu christlichen Sittsamkeit (Начальная дверь ко християнскому добронравию). Im Jahre 1776 stellte Skoworoda in Woronesch sein berühmtes Buch Silenus Alcibiadis (Икона Алкивиадская) fertig, das er seinem Freund Stepan Tewjaschow widmete. Skoworoda widmete Tewjaschow zudem seine Übersetzung des Traktates De senectute von Tullius Cicero.
Skoworodas Philosophie war beeinflusst von Neuplatonikern, der römischen Stoa und dem Mystizismus; er befasste sich überwiegend mit biblischen Themen, blieb dabei aber unabhängig von einzelnen Konfessionen oder Glaubensrichtungen. Neben seiner literarischen Tätigkeit als Verfasser philosophischer Werke spielte er mehrere Instrumente (u. a. Querflöte und Geige) und komponierte diverse Musikstücke. Im Jahre 1781 besuchte Skoworoda in Taganrog Grigorij Kowalenski, den Bruder seines beliebtesten Schülers Michail Kowalenski.
Im letzten Jahr des Lebens, 1794, war Skoworoda in Orjol und Kursk. Er starb in Iwanowka im Kowalewski-Gehöft; sein von ihm selbst verfasster Grabspruch lautete: Die Welt jagte mich, konnte mich aber nie fangen (Мир ловил меня, но не поймал).

## Zitate
„Lieber Gott, geheiligt werde Dein Name in Gedanken und Absichten Deines Sklaven, der sich vorgenommen und gewünscht hat, Sokrates in Russland zu sein, jedoch ist das russische Land viel weiter als das griechische, und es wird nicht so einfach für ihn sein, das ganze Russland rasch mit seiner Predigt zu umfassen.“

## Ehrungen

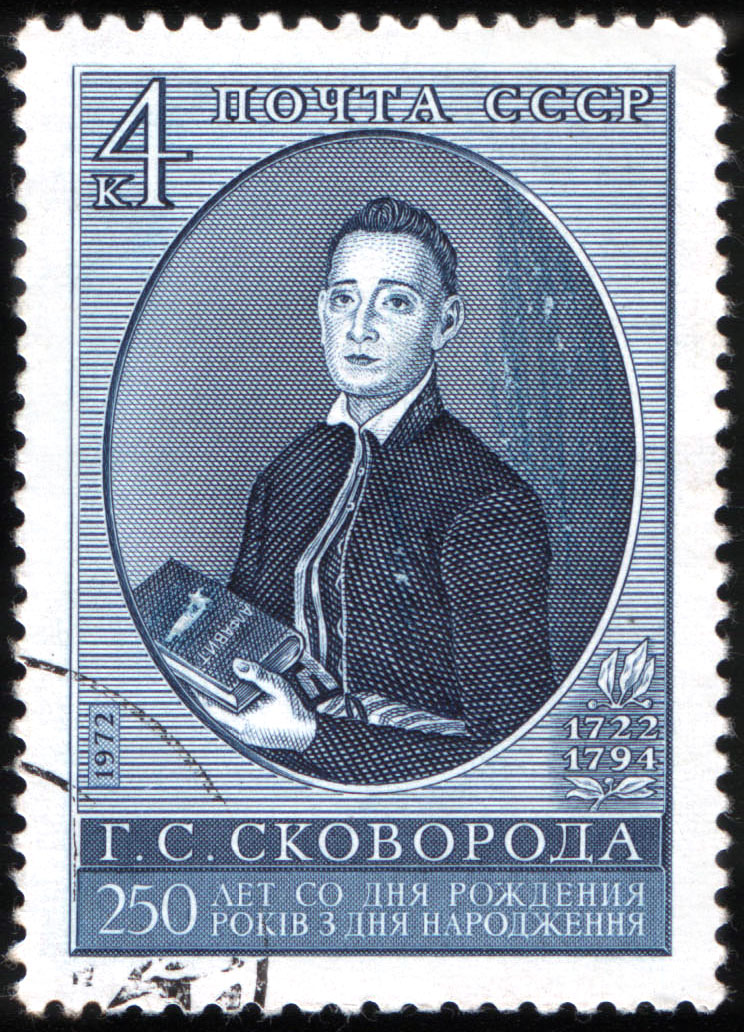
Sowjetische Briefmarke porträtiert Skoworoda 1972

Zum 250. Geburtstag erschien 1972 in der Sowjetunion eine 4-Kopeken-Briefmarke mit Porträt und Text.
Im September 2006 erschien in der Ukraine die – bis 2019 größte – 500-Hrywnja-Banknote mit seinem Porträt.

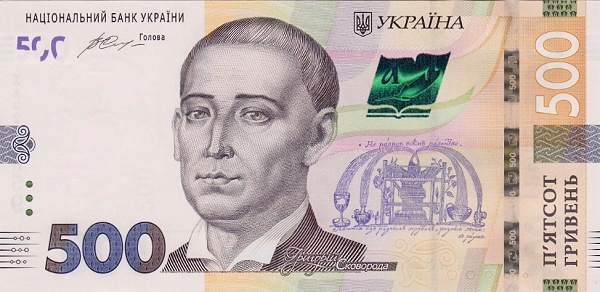
500-Hrywen-Schein (2015)

In dem Haus in dem nach ihm benannten Dorf Skovorodynikwa (nahe Charkiw), in dem er zuletzt arbeitete und in dessen Nähe sich auch sein Grab befindet, wurde ein Literatur- und Gedenkmuseum eingerichtet. Es wurde am 6. Mai 2022 im Zuge des russischen Überfalls auf die Ukraine durch Raketenbeschuss schwer beschädigt. Die meisten Ausstellungsstücke waren zuvor bereits in Sicherheit gebracht worden.

## Eponyme
- 1982 wurde der Asteroid (2431) Skovoroda nach ihm benannt.[14]
- Die Nationale Pädagogische Skoworoda-Universität Charkiw trägt seinen Namen.
- Der Ort Skovorodyniwka bei Charkiw wurde wohl nach ihm benannt.

## Ukrainische Werkausgabe
- Григорій Сковорода. Повна академічна збірка творів. Charkiw 2010 = Charkiv-Edmonton-Toronto 2011, Nachdruck, Verlag O. Sawtschuk, Charkiw 2016. Online  (abgerufen am 22. März 2024)

Parallel zu dieser Ausgabe hat ihr Bearbeiter, Leonid Uschkalow, eine Vielzahl von Aufsätzen und Büchern publiziert, die Skoworoda gewidmet sind.

## Werke (in deutscher Übersetzung)
- Dialoge. Übersetzung Roland Pietsch. Arbeits- u. Förderungsgemeinsch. d. ukrain. Wissenschaften, München 2021, ISBN 978-3-928687-51-5
- Garten der Goettlichen Lieder. Übersetzung Guenter Kollert. Vorwort von Roland Pietsch. AQUINarte edition, Kassel 2024, ISBN 978-3-933332-12-7